# グランドスラム・カップ
グランドスラム・カップ（Grand Slam Cup）は1990年から1999年まで開催されていたテニス大会である。

## 概要
4大大会での上位進出者が出場し高額賞金を争った。ダブルスは開催されずシングルスのみ行われた。1998年と1999年は女子も開催された。
2000年以降はATPワールドツアー・ファイナルに吸収される形で終了した。

## 歴代優勝者

### 男子
| 年   | 優勝者                 | 準優勝者               | 決勝結果                      |
| ---- | ---------------------- | ---------------------- | ----------------------------- |
| 1990 | ピート・サンプラス     | ブラッド・ギルバート   | 6-3, 6-4, 6-2                 |
| 1991 | デビッド・ウィートン   | マイケル・チャン       | 7-5, 6-2, 6-4                 |
| 1992 | ミヒャエル・シュティヒ | マイケル・チャン       | 6-2, 6-3, 6-2                 |
| 1993 | ペトル・コルダ         | ミヒャエル・シュティヒ | 2-6, 6-4, 7-6(7-5), 2-6, 11-9 |
| 1994 | マグヌス・ラーション   | ピート・サンプラス     | 7-6(8-6), 4-6, 7-6(7-5), 6-4  |
| 1995 | ゴラン・イワニセビッチ | トッド・マーティン     | 7-6(7-4), 6-3, 6-4            |
| 1996 | ボリス・ベッカー       | ゴラン・イワニセビッチ | 6-3, 6-4, 6-4                 |
| 1997 | ピート・サンプラス     | パトリック・ラフター   | 6-2, 6-4, 7-5                 |
| 1998 | マルセロ・リオス       | アンドレ・アガシ       | 6-4, 2-6, 7-6(7-1), 5-7, 6-3  |
| 1999 | グレグ・ルーゼドスキー | トミー・ハース         | 6-3, 6-4, 6-7(5-7), 7-6(7-5)  |

### 女子
| 年   | 優勝者                 | 準優勝者               | 決勝結果      |
| ---- | ---------------------- | ---------------------- | ------------- |
| 1998 | ビーナス・ウィリアムズ | パティ・シュナイダー   | 6-2, 3-6, 6-2 |
| 1999 | セリーナ・ウィリアムズ | ビーナス・ウィリアムズ | 6-1, 3-6, 6-3 |